# Buinerveen
Buinerveen is een dorp in de gemeente Borger-Odoorn in de Nederlandse provincie Drenthe. Buinerveen telde (volgens informatie van de gemeente Borger-Odoorn) op 1 januari 2023 430 inwoners. Het ligt tussen Buinen en Nieuw-Buinen.
Zoals de naam aangeeft is het een veenkolonie. Anders dan de meeste veenkoloniën is het dorp niet ontstaan langs een kanaal. De eerste vervening in het gebied vond plaats vanuit Buinen, waarbij het gebied per weg, en niet per kanaal werd ontsloten.
Haaks op dit oudste deel van het dorp werd later het kanaal vanaf Nieuw Buinen doorgetrokken. Buinerveen bestaat daardoor uit twee haaks op elkaar staande straten met lintbebouwing.
De plaatselijke voetbalclub is VV Buinerveen. De jeugd speelt in een samenwerkingsverband met VV Buinen onder de naam BBC (Buinen Buinerveen Combinatie).

## Naamgeving Buinerveen
Zie hiervoor de gegevens van het esdorp (Hondsrug dorp) Buinen.

## Verkeer en vervoer
Vervoersbedrijf Sijpkes ontstond in Buinerveen en onderhield tussen 1895 en 1916 omnibuslijndiensten tussen het dorp en Stadskanaal, Borger, Assen en Zuidlaren.
Drenthe: Steden en dorpen      Nederland: Provincies · Gemeenten